# Anisonychidae
Anisonychidae é uma família de tardígrados pertencentes à ordem Arthrotardigrada.
Géneros:
- Anisonyches Pollock, 1975